# Justo Antonio de Olaguíbel
Justo Antonio de Olaguíbel Quintana (Vitoria, 7 de agosto de 1752-Vitoria, 10 de febrero de 1818) fue un arquitecto español.

## Biografía

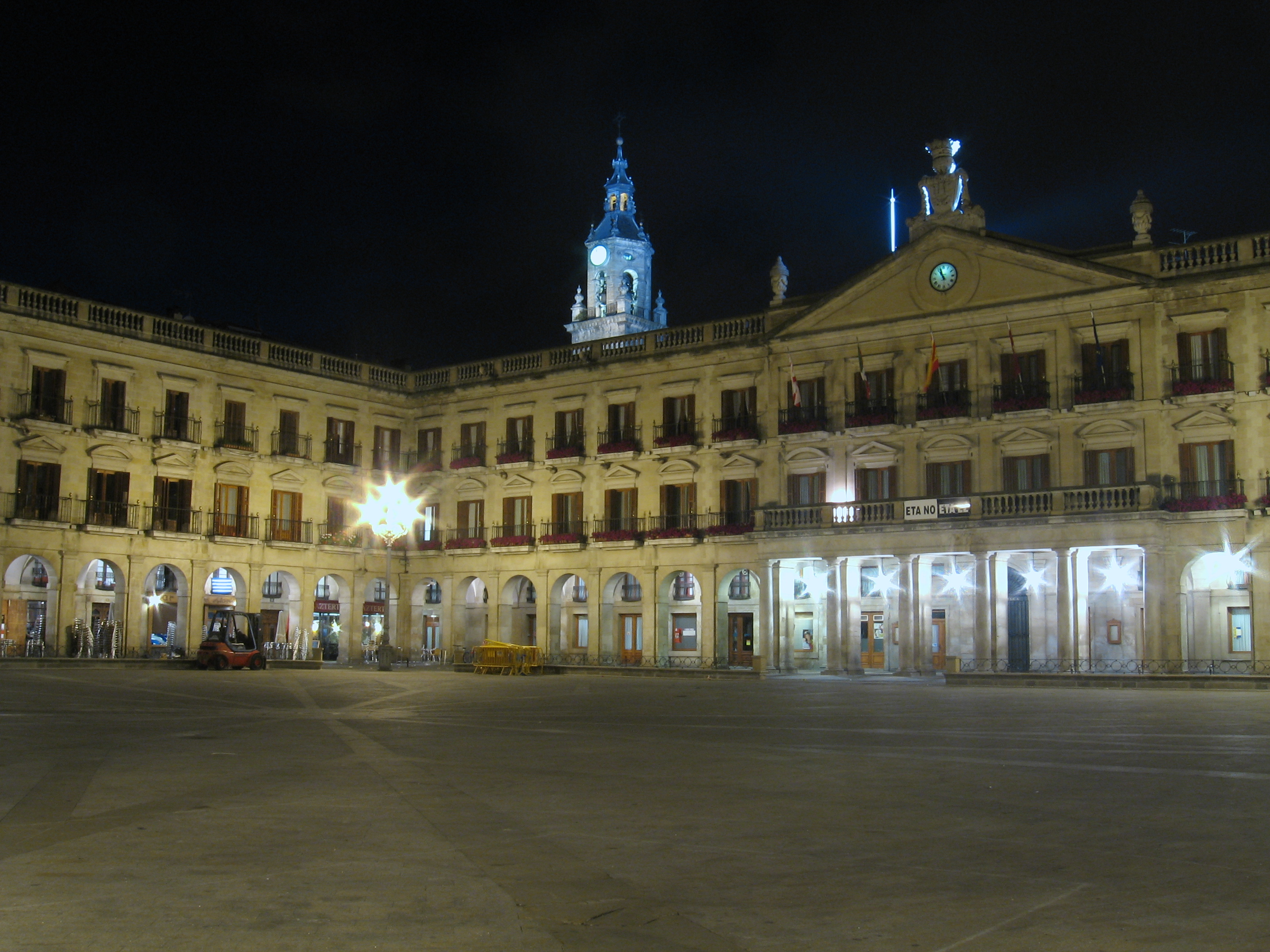
Plaza Nueva o de España, Vitoria.

Nació el 7 de agosto de 1752 en el portal número 30 de la calle de la Pintorería de  Vitoria, en el seno de una familia de constructores, hijo de Rafael Antonio Olaguíbel Liernia y Benita Joaquina Quintana Sabando, que lo bautizaron ese mismo día en la iglesia de San Ildefonso. Entre 1779 y 1781, se educó en la Real Academia de Bellas Artes de San Fernando de Madrid, en un ambiente dominado por el neoclasicismo.
Nada más regresar a Vitoria, el alcalde, Ramón María de Urbina, le encargó la Plaza Nueva, cuya construcción se inició el 17 de octubre de 1781 y no se terminaría hasta diez años después. Aunque suscitó varias críticas, el ayuntamiento aprobó todo cuanto Olaguíbel había hecho, hasta tal punto que le autorizaron la construcción de los Arquillos, ideados por él para sortear el desnivel y conectar la ciudad medieval y el Ensanche moderno. En una reseña biográfica publicada en 1896 en la revista Euskal-Erria, se dice de ellos que «constituyen un verdadero monumento greco-romano, en el que se aúnan la valentía de la construcción, la severidad del estilo y el acierto y conocimiento del terreno, constituyendo un hermoso paseo de soportales y balcones, encima, al lado y debajo de viviendas particulares, cómodas y extensas, y á considerable altura». Concluidos en 1794, serían descritos por Fabián Ortiz de Pinedo, que escribía para El Liberal, como «la construcción más original y atrevida que cabe imaginar». Satisfecho el consistorio con estos trabajos, le donó un terreno, en el costado norte de lo que era entonces el convento de San Francisco, en el que Olaguíbel construyó una manzana de casas que luego pasaría a manos de sus descendientes.
En 1784, construyó, asimismo, la fachada del convento de las Brígidas, también desaparecido hoy. Era una obra de estilo grecorromano, con una combinación de órdenes jónico y compuesto. Más allá de Vitoria, dirigió y construyó con arreglo a sus planos muchos edificios. Se le deben, por ejemplo, muchas de las torres modernas de las iglesias de la provincia de Álava, incluidas las de Arriaga, Matauco y la de San Andrés de Elciego, así como el pórtico de la de San Esteban Protomártir de Aberásturi. Se encargó también de la reconstrucción del convento de la Purísima Concepción de la localidad guipuzcoana de Mondragón. Con puentes y pontones erigidos con arreglo a sus planos se salvó en varias ocasiones el paso del río Zadorra.
Falleció el 10 de febrero de 1818, a los 66 años de edad. En su honor, se celebraron en sufragio de su alma doscientas misas y cuatro nocturnos en la iglesia de San Ildefonso, en el convento de San Francisco, en el de Santo Domingo y en el de San Antonio. Al día siguiente, habiéndose dado nota del deceso en la iglesia de San Ildefonso, se recibió el cadáver en San Francisco y se celebró el funeral en San Ildefonso. Para el día siguiente se reservaron dos misas, en las que estuvo representado el ayuntamiento, y, concluidos en el convento de San Francisco los oficios de sepultura, fue conducido el cadáver al cementerio de Santa Isabel, donde se le dio sepultura.
El 12 de octubre de 1887, el ayuntamiento le dio su nombre a una de las calles recién abiertas. Cuatro años más tarde, se inauguró una lápida conmemorativa que lo recuerda en el portal de la calle de la Pintorería en el que «nació, vivió y murió».